# Isaberg
Isaberg är en urbergskulle utmed Nissastigen invind Hestra i Norra Hestra socken i Gislaveds kommun. Isaberg är naturreservat sedan 1968.
Berget är 160 meter högt över området och består av urberg nära orten Hestra och invid Algustorpasjön. Isaberg avsattes 1968 som naturreservat till förmån för friluftslivet. Det finns ett system av markerade stigar och vandringsleder. Skogen sköts med hänsyn till friluftslivet och naturvårdsintresset. Den dominerande naturtypen är barrskog, med dess typiska växt- och djurliv. Reservatet är 149 hektar stort.

## Skidanläggning
Med hjälp av finansiering från Göteborg–Borås–Alvesta Järnvägsbolag, anlade Isabergs Turistförening en slalombacke på berget som stod färdig till vintern 1936-1937, vilket gör det till en av Sveriges första. Det dröjde dock till 1968 innan första liften kom på plats.
Idag finns ett system av skidbackar som sträcker sig upp till 309 meter över havet. Längsta nerfarten är 950 meter lång. Isaberg installerade 2004 en 6-stolslift, som ökade anläggningens kapacitet och attraktivitet. 2006 installerades också en 4-stolslift i de norra delarna av liftsystemet. 2010 byggdes en betydligt större restaurang och skidshop jämfört med vad som fanns innan. Anläggningen är Götalands största skidanläggning, och är populär särskilt bland skåningar och danskar. Att resa från Göteborg till Isaberg tar med bil eller buss ungefär två timmar, vilket gör det till ett populärt resmål för skolor i Göteborgsregionen.

### Svarta pister (Svår)
- Slalombacken (fallhöjd: 140 m)

### Röda pister (Medelsvåra)
- Familjebacken
- Gamla backen
- Mittlöpan
- Norrbacken

### Blåa pister (Lätta)
- Dalbacken

### Gröna pister (Mycket lätta)
- Barnbacken
- Lassebacken
- Lillbacken
- Transporten

## Galleri

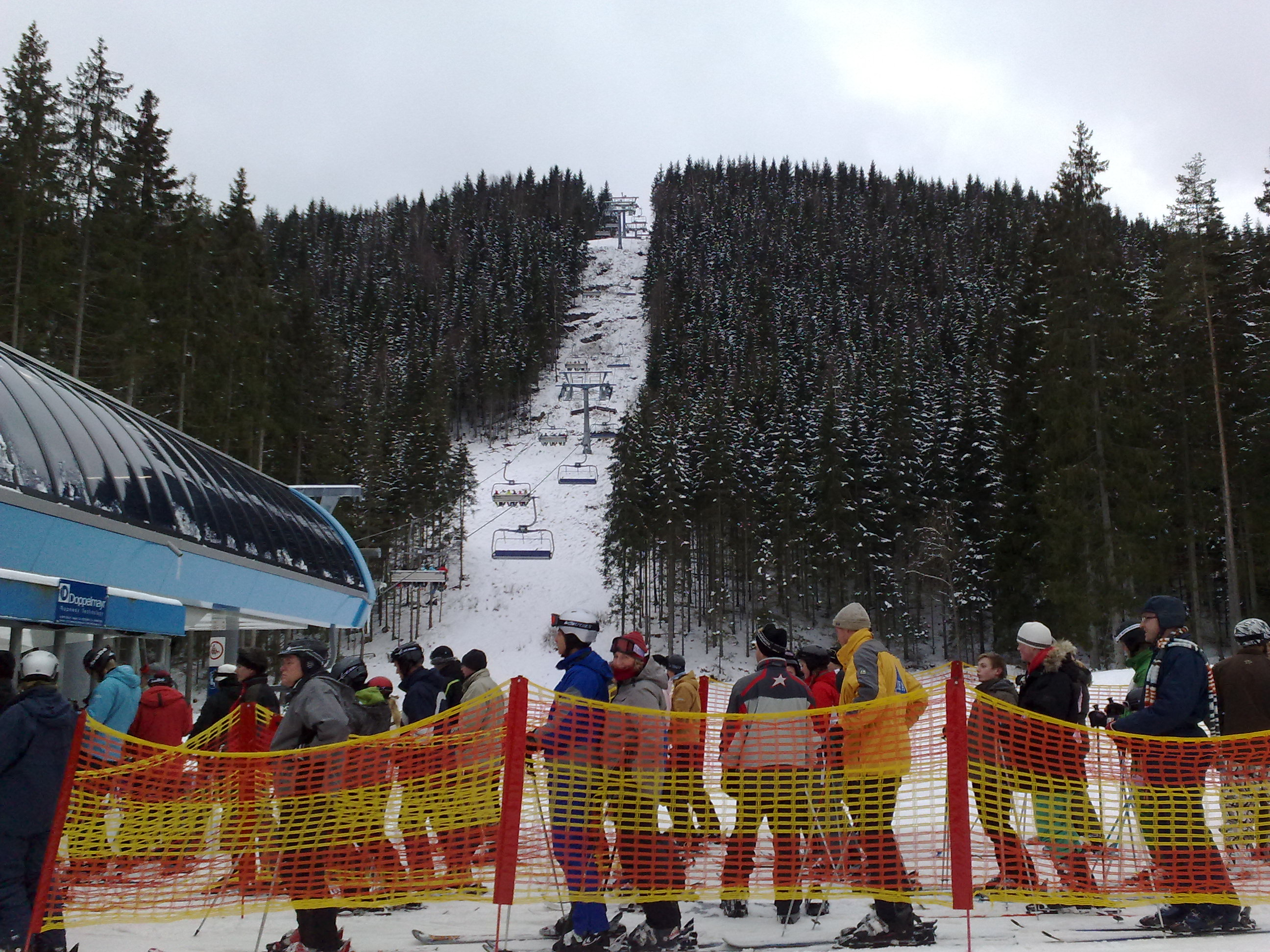
Dalstationen för sexstolsliften vid Isaberg
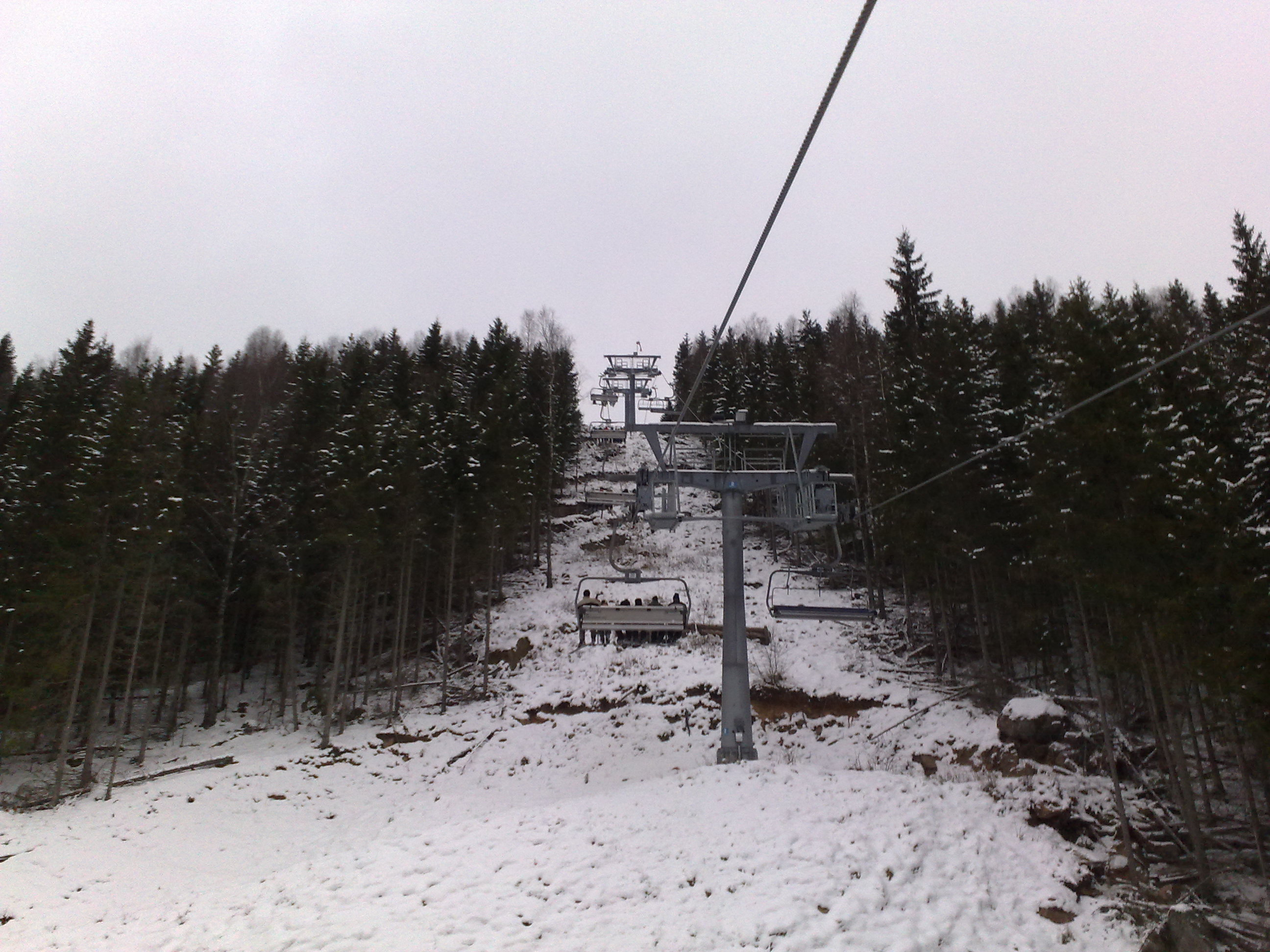
På väg till toppen med sexstolslift
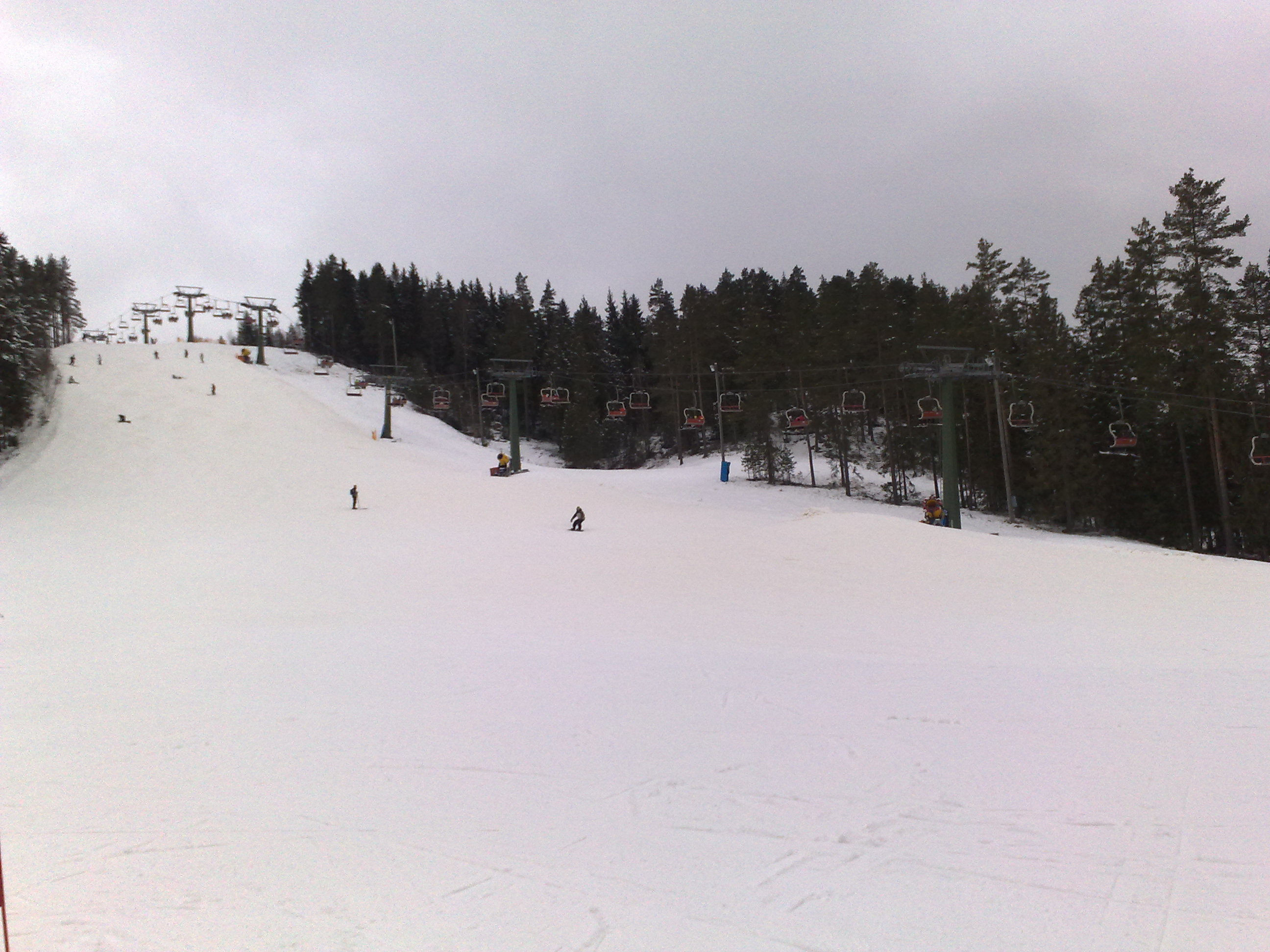
Fyrsittsliften vid Norrbacken